# Neço Muko
Neço Muko, född den 21 oktober 1899, död 1934, var en albansk sångare och kompositör. Han uppfann en ny musikstil inom albansk polyfoni som fick namnet avaz himariot/avaz himariotçe.
Neço Muko föddes i Himararegionen i sydvästra Albanien. Efter grundläggande utbildning i hemlandet for han till Grekland för vidare studier. Han återvände till Albanien under första världskrigets skede. Muko lärde sig spela både violin och mandolin och började komponera vaudeviller.  Han bodde i Frankrike åren 1924–1926. I Albanien startade han en kör med namnet Pif-Paf. Han reste ånyo till Frankrike för inspelningar med sin kör. Inspelningarna gjorde honom populär i Albanien.
Mukos mest kända verk är Vajza e Valëve. Muko komponerade även musikverk för artister som Marie Kraja och Tefta Tashko-Koço.